# East Riding Cycle Company
East Riding Cycle Company war ein britischer Hersteller von Automobilen und Motorrädern.

## Unternehmensgeschichte
Das Unternehmen aus Kingston upon Hull begann 1898 mit der Produktion von Automobilen. Die Markennamen lauteten Vipen und Holderness. 1902 ergänzten Motorräder das Sortiment. 1904 endete die Produktion.

## Automobile
Die ersten Modelle waren große Fahrzeuge im Stile der damaligen Modelle von Panhard & Levassor und Motor Manufacturing Company. 1902 kam ein kleineres Modell mit einem Zweizylindermotor und 12 PS Leistung dazu. Letztes Modell war ein 1903 eingeführter viersitziger Tonneau, der den Modellen von De Dion-Bouton ähnelte.